# Distansundervisning
Distansundervisning innebär dels att undervisning inte är bunden till en viss plats till exempel ett klassrum, dels att lärare och elev inte träffas särskilt ofta utan kunskapsöverföringen sker i skriven form och/eller via video/webb-konferenser. Historiskt sett har brevkurser varit det vanligast, men numera är det vanligt att kontakter sker via internet. På grund av denna teknologiska utveckling och implementering av webbaserade portaler och lärplattformar har det blivit både enklare och mer effektivt att studera på distans. Det har lett till att tempot i interaktionen snabbats upp och frågor kan besvaras direkt, man kan ha en personligare kontakt med sin distanslärare osv. 
I Sverige har distansundervisningen funnits i över 100 år. Idag är distansundervisning mycket vanligt, främst inom universitet, högskola och annan vuxenutbildning samt på gymnasienivå och inom folkbildningen (folkhögskolor och studieförbund), där man använder begreppet flexibelt lärande. Det man vinner i jämförelse med närlärande är flexibilitet i tid, tempo och rum.
I svensk skollagstiftning för grundskola och gymnasium definieras distansundervisning så, att elev och lärare är åtskiljda både i tid och rum. Undervisning där eleven och läraren deltar samtidigt men från olika platser kallas istället fjärrundervisning.

## Korrespondensundervisning
Korrespondensundervisning är en äldre form av distansundervisning. I en korrespondenskurs, även kallad brevkurs, fick deltagarna sina studieuppgifter via brev, som återsändes och rättades efter elevens genomgång. Framträdande aktörer var Hermods Korrespondensinstitut (grundat 1898), Noréns Korrespondensinstitut (förkortat NKI och grundat 1910, senare Nordiska korrespondensinstitutet, NKI-skolan), båda med säte i Malmö, samt Brevskolan (grundad 1919 och ägd av de svenska folkrörelserna). Språk, teknik och konst var vanliga ämnen. Eget initiativ och förmåga till självstudier var grundpelare i denna utbildningsform.
En skönlitterär gestaltning av korrespondensundervisning under 1930- och 1940-talen finns i Elsie Johanssons romantrilogi, vilken inleds med boken Glasfåglarna.
Uttrycket Hermodsengelska lever kvar som en skämtsam benämning på den engelska, som fonetiskt och intonationsmässigt följer svenskan. Förutsättningarna för språkinlärningen förbättrades med införandet av grammofonskivor och kassettband i undervisningen.

## E-lärande
Nätbaserade distansutbildningar baseras på e-lärande, vilket har möjliggjorts av tekniska verktyg såsom lärplattformar och videomöten. En elektronisk kurs eller e-kurs är en digitaliserad kurs där kunskapsöverföringen från läraren och kursinlärning till eleven är skild i tid och rum. Försvenskad form i singular av ordet  e-learning (plural). En e-kurs kan ha många olika former och lagras på ett digitalt media såsom till exempel vhs (videokurs), cd-rom och internet. Många e-kurser samlade på ett ställe lagras generellt i ett LMS-system (Learning Management System),  lärplattform eller utbildningsplattform.
Under Coronaviruspandemin 2019–2021 tvingades många skolor stänga och ställa om från undervisning i fysiska klassrum till distansundervisning med hjälp av digitala redskap. En svensk undersökning från 2021 visade att 92 procent av alla högstadie- och gymnasieelever hade deltagit i digital distansundervisning under det senaste året. Såväl föräldrar som högstadie- och gymnasieelever föredrog dock att undervisningen skedde genom fysiska lektioner och ansåg att detta gav bättre lärande. Denna utveckling har också lett till ett uppsving för många företag dedikerade till distansundervisning på nätet, inte mist för undervisning i matematik och språk.